# Paul Baum

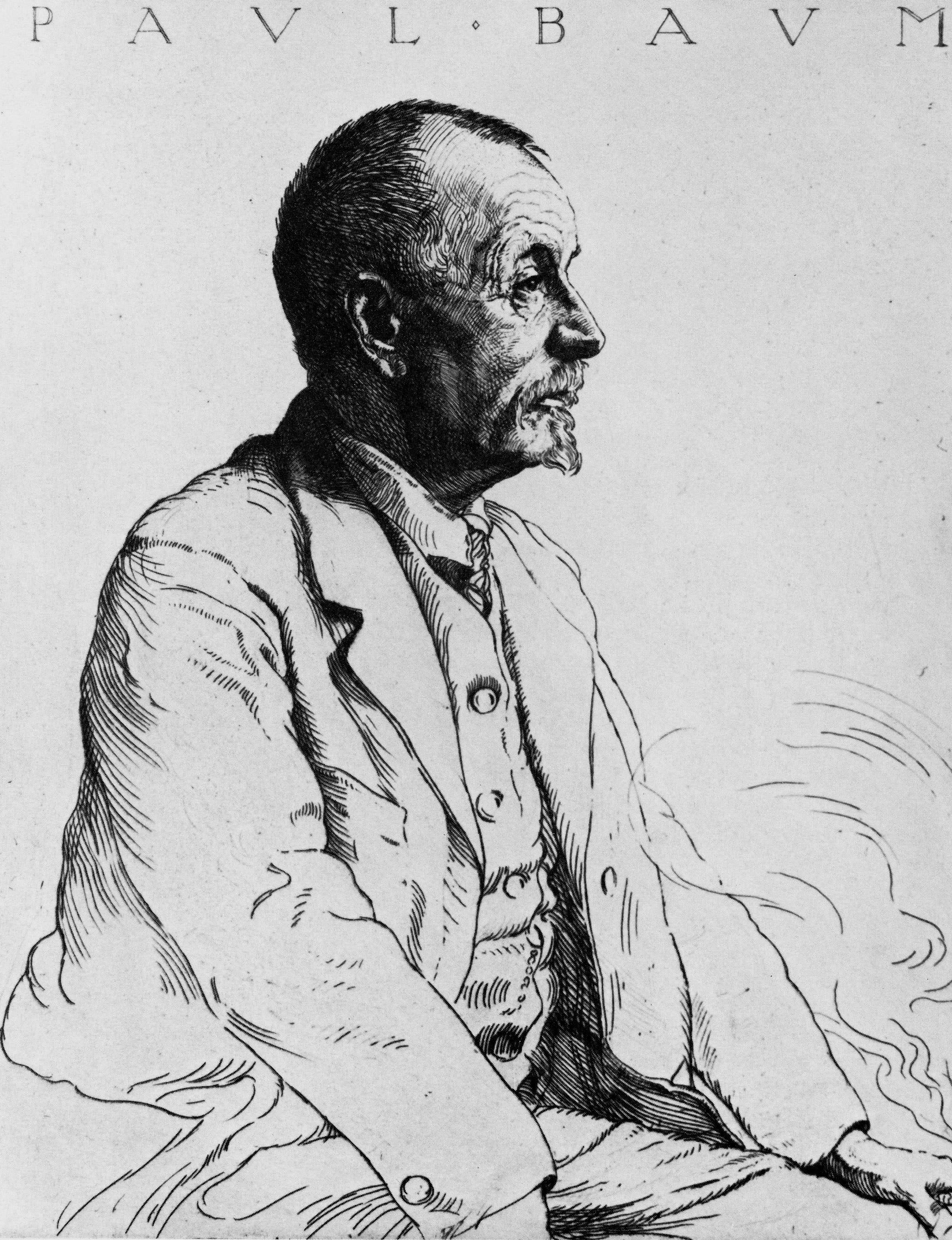
Paul Baum, Radierung von Hermann Kätelhön

 Paul Baum (* 22. September 1859 in Meißen; † 15. Mai 1932 San Gimignano, Italien) war ein Maler des deutschen Impressionismus, Zeichner und Grafiker. Seine Malweise entwickelte sich vom Stil der Schule von Barbizon über den Impressionismus hin zum Pointillismus, zu dessen wenigen Vertretern in Deutschland er gehörte. Der auch als Lehrer an verschiedenen Kunsthochschulen tätige Baum ist besonders für Darstellungen von Landschaften in Flandern und den Niederlanden bekannt.

## Leben

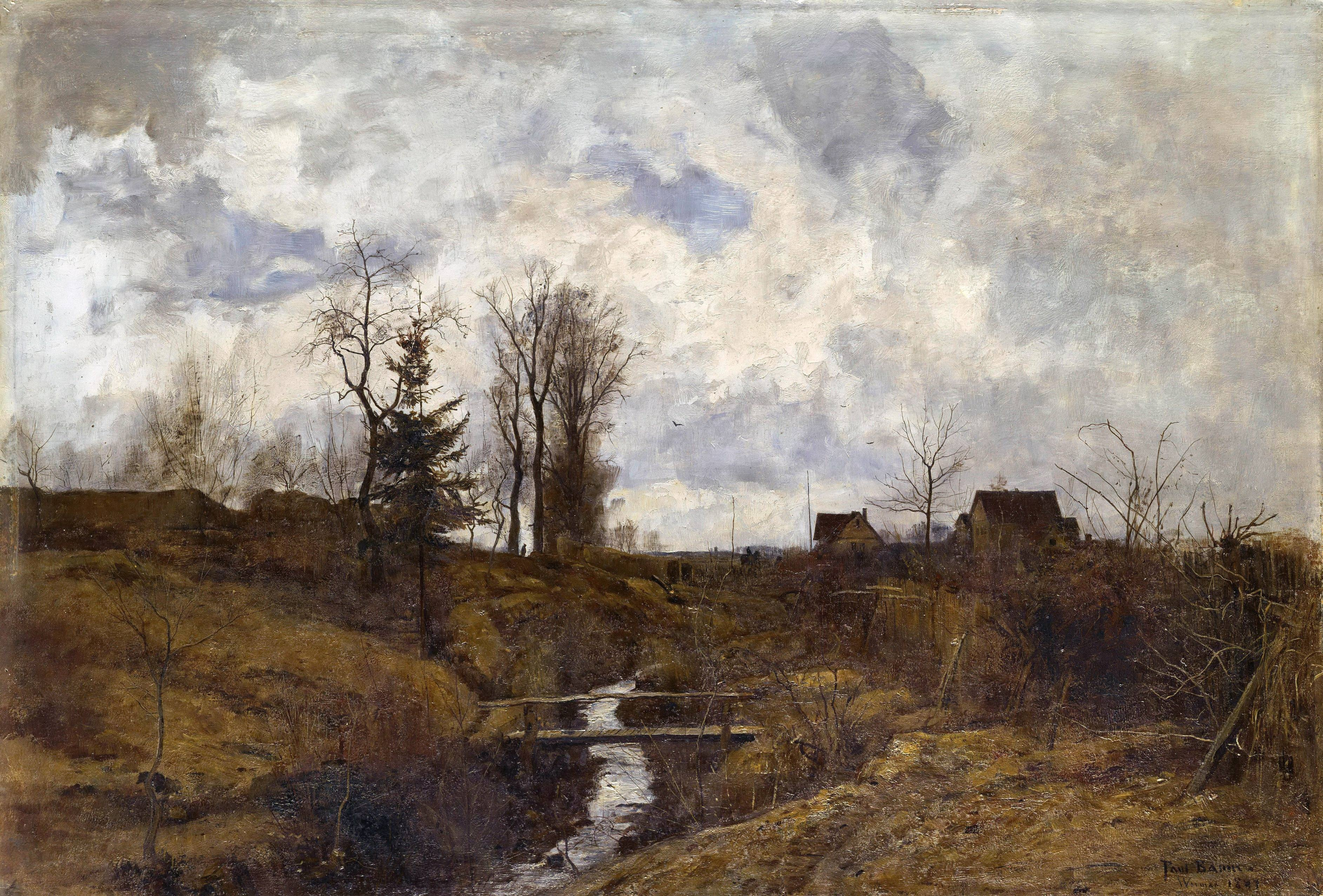
Weimar – Nach dem Regen (1883)

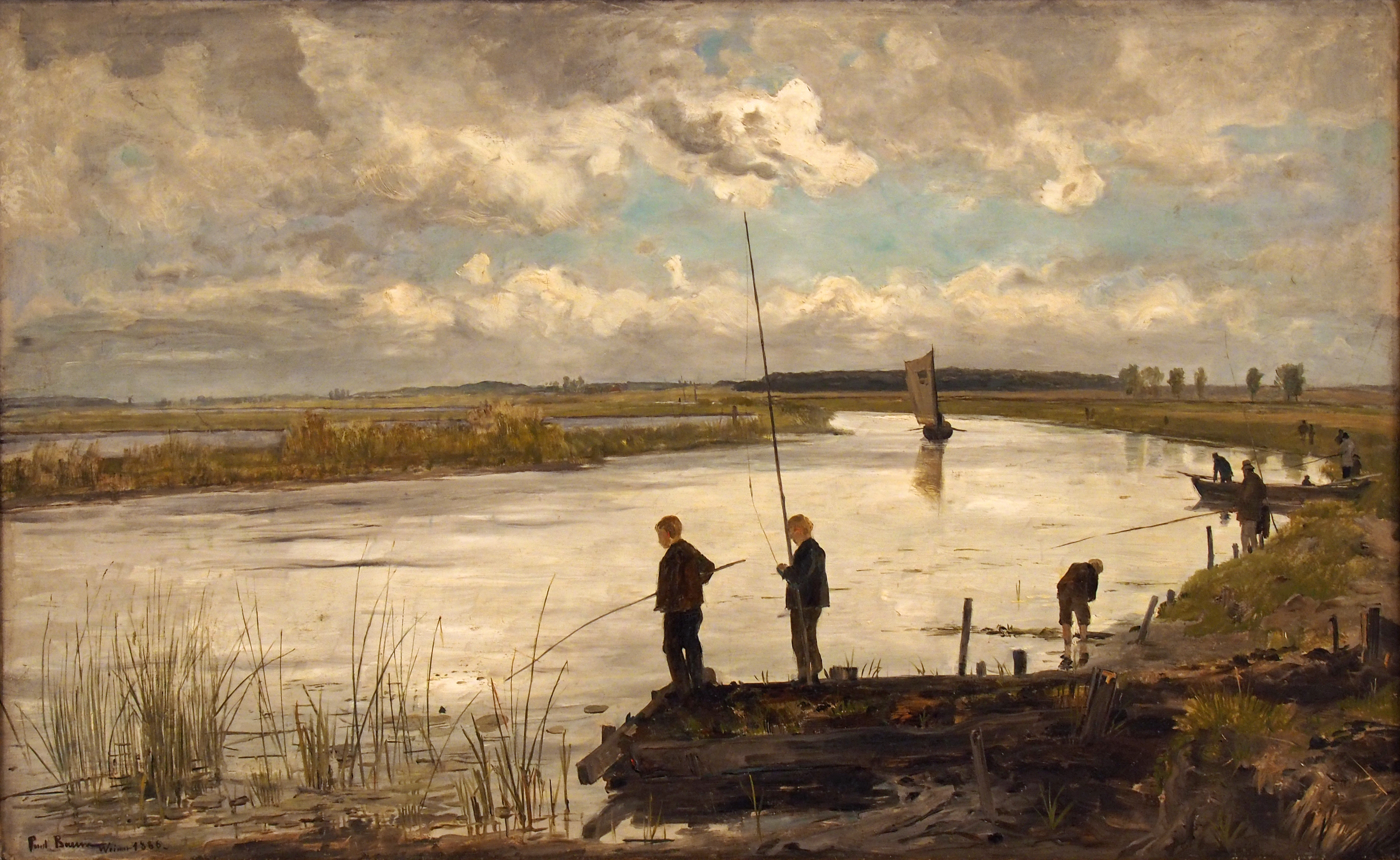
Angler an der Warnow (1886)

Der in Meißen aufgewachsene Paul Baum begann zunächst eine Ausbildung als Blumenmaler an der Königlichen Porzellanmanufaktur in seiner Heimatstadt. Im Jahr 1877 entschloss er sich zum Studium der Malerei bei Friedrich Preller an der Kunstakademie Dresden. Bereits ein Jahr später wechselte er jedoch an die Kunstschule in Weimar, wo er bis 1887 bei Theodor Hagen studierte. Während des Studiums bereiste Baum neben Mecklenburg und Hamburg auch die Niederlande und Flandern.
1888 hielt sich Paul Baum vorübergehend in Allach bei München auf, wo er sich der Künstlerkolonie Dachau anschloss und mit den ebenfalls aus Mitteldeutschland stammenden Malern Max Arthur Stremel und Carl Bantzer anfreundete. Während einer gemeinsamen Parisreise mit Max Arthur Stremel im März 1890 lernte Baum Arbeiten der Impressionisten Claude Monet, Camille Pissarro und Alfred Sisley kennen. Anschließend verließ Baum Dachau und ließ sich für vier Jahre im belgischen Knokke nieder. Hier lernte er 1894 Camille Pissarro und den belgischen pointillistischen Maler Théo van Rysselberghe persönlich kennen. Im selben Jahr ging Baum nach Dresden und wurde dort Mitglied der Dresdner Sezession. Bereits 1895 verließ er jedoch Dresden wieder und siedelte sich im südniederländischen Sint Anna ter Muiden bei Sluis an, wo er bis 1908 wohnhaft blieb. Unterbrochen wurde dieser Aufenthalt von zahlreichen Reisen nach Berlin, Südfrankreich, Italien und in die Türkei. In Sluis lernte er Ernst Oppler, der ebenfalls dort als impressionistischer Freiluftmaler arbeitete.
In Berlin wurde Baum 1902 Mitglied der dortigen Secession.
1909 wurde er Mitglied der Neuen Künstlervereinigung München (N.K.V.M.), an deren erster Ausstellung er sich beteiligte. Im gleichen Jahr erhielt Baum den Villa-Romana-Preis, mit dem ein einjähriger Aufenthalt in Rom verbunden war. Anschließend reiste Baum in die Toskana, wo er vier Jahre blieb. Hier wohnte er in San Gimignano und Florenz. Nach Kriegsausbruch 1914 kehrte Baum nach Deutschland zurück und wurde Professor an der Kunstakademie Dresden. 1915 lebte Baum vorübergehend in der Willingshäuser Malerkolonie und ging dann nach Neustadt bei Marburg. Nachdem Baums Freund Carl Bantzer 1918 als Professor an die Kasseler Kunstakademie berufen worden war, folgte ihm Baum als Professor für Landschaftsmalerei. 1921 kaufte sich Baum ein Haus in Marburg, was von nun an sein ständiger Wohnsitz werden sollte. Ab 1924 hielt er sich jedoch überwiegend im toskanischen San Gimignano auf, wo er 1932 an einer Lungenentzündung starb. Zu seinen Ehrungen, die er im Alter erhielt, gehörten 1927 die Verleihung der Ehrendoktorwürde der Philipps-Universität Marburg und 1929 die Ehrenmitgliedschaft des akademischen Senats der Kunsthochschule Dresden.
Paul Baum war Mitglied im Deutschen Künstlerbund.

## Werk
Paul Baum gilt als Vertreter des Deutschen Impressionismus, von den französischen Impressionisten übernahm er in seinen Arbeiten die helleren Farben und einen kommaförmigen Pinselstrich. Durch die Begegnung mit Théo van Rysselberghe angeregt, malte er ab 1900 im Stil des Pointillismus („Punktmalerei“), einer Variante des französischen Neoimpressionismus. Er, Carl Schmitz-Pleis und ferner Curt Herrmann gelten als die einzigen bedeutenden Künstler dieser Stilrichtung in Deutschland.
Zu den bekannterene Werken Paul Baums gehören Landschaftsbilder mit Motiven aus Flandern und den Niederlanden. Charakteristisch sind hier seine Darstellungen der Polderlandschaften mit Kanälen und Korbweiden, welche er mit dem Pinsel punktförmig und minutiös auf die Leinwand auftrug. Zu seinem Werk gehören neben Ölbildern auch zahlreiche Zeichnungen sowie Radierungen, Farblithografien und Aquarelle.

Werke im Stil des französischen Pointillismus
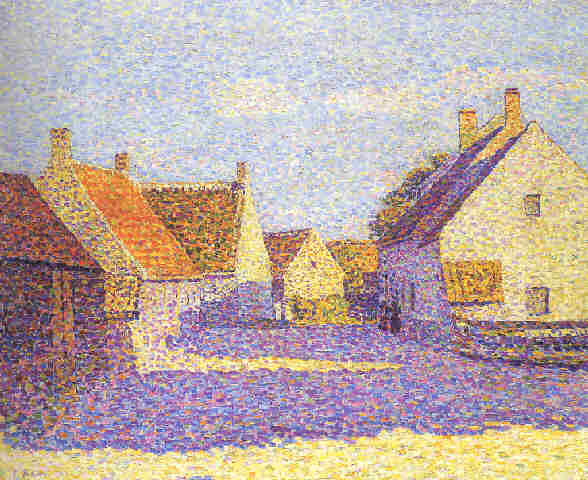
Dichtbebaute Dorfstrasse in Holland, bei Nachmittagssonne (1899 – 1905)
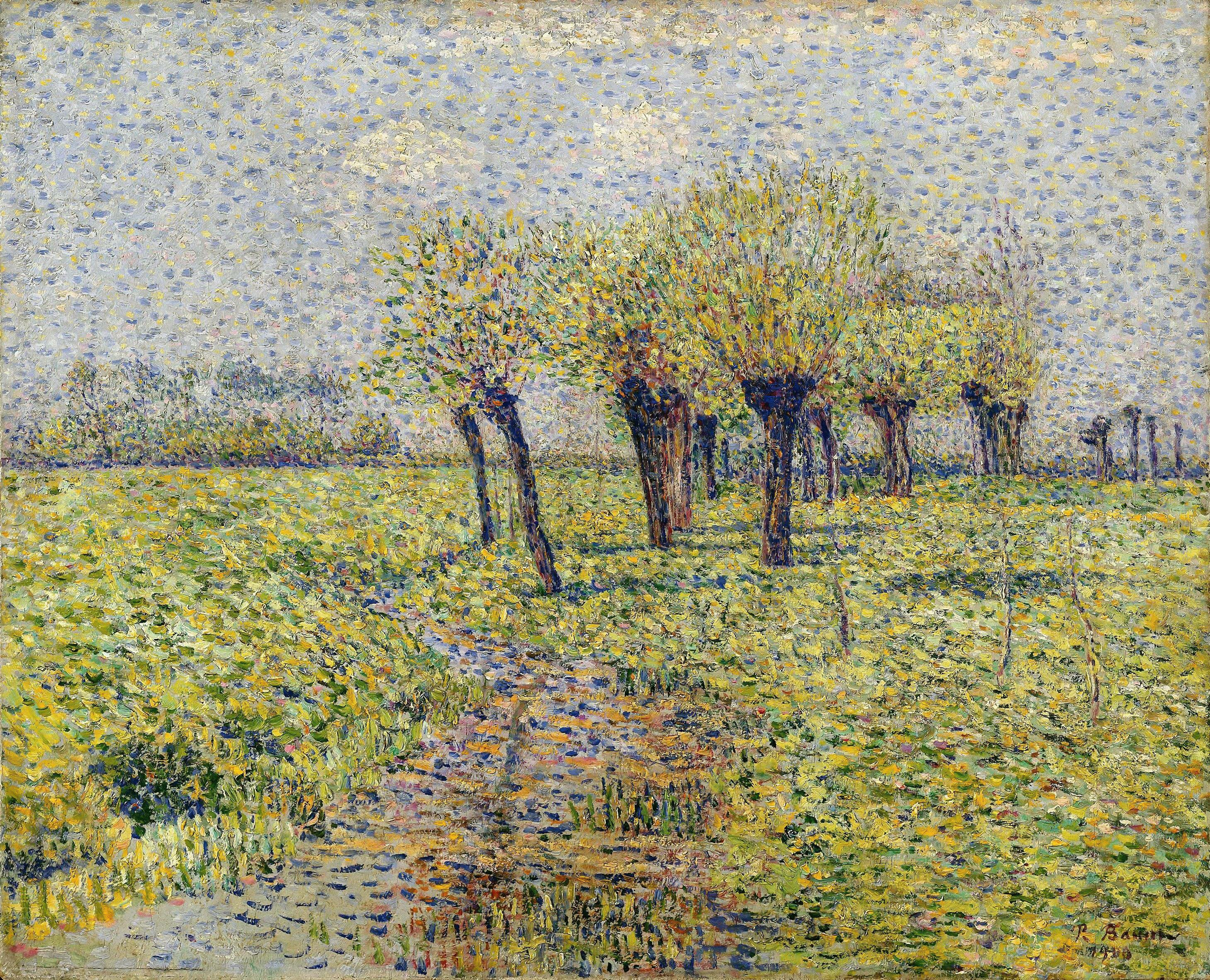
Sint Anna ter Muiden, Weiden am Bach (1900)
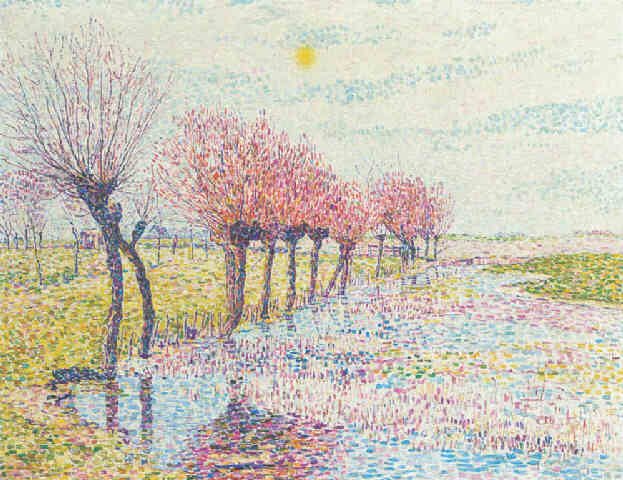
Frühling (1904)
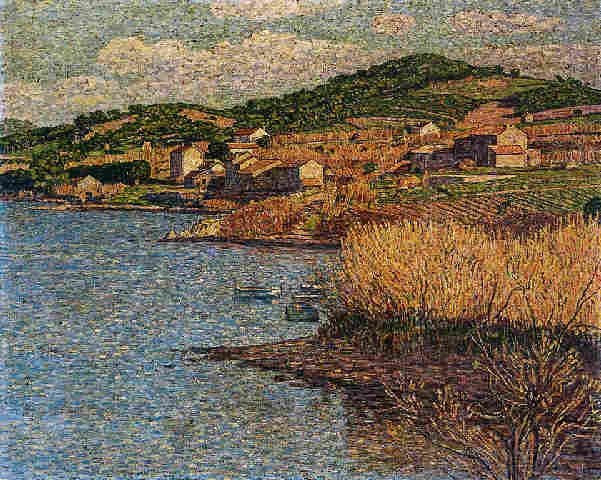
Landschaft bei Hyères (1909)

## Werkauswahl
- Nach dem Regen, 1883, Nationalgalerie, Berlin
- Vorfrühling bei Nieder-Grunstedt, 1883, Schloßmuseum, Weimar
- Am Asbach vor Weimar, 1885, Stadtmuseum, Bautzen
- Winterlandschaft an der Ilm, 1885, Museum der Stadt, Erfurt
- Landschaft bei Weimar, 1886, Museum Schäfer, Schweinfurt
- Weg nach Nieder-Grunstedt, 1886, Schloßmuseum, Weimar
- Angelnde Jungen und Männer an der Warnow, 1886, Schlossmuseum, Weimar
- Dorflandschaft bei Weimar, 1888, Museum der Stadt, Erfurt
- Vorfrühlingslandschaft bei Dachau, 1888, Museum der Stadt, Erfurt
- Landschaft aus Dachau, 1888, Universitätsmuseum für Kunst und Kulturgeschichte, Marburg
- Weg zwischen abgeernteten Feldern bei Dachau, um 1889, Universitätsmuseum für Kunst und Kulturgeschichte, Marburg
- Frühwinter bei Meißen, 1890, Gemäldegalerie Neue Meister, Dresden
- Waldrand im Vorfrühling, 1890, Gemäldegalerie Neue Meister, Dresden
- Flämische Bauernhäuser, 1891, Gemäldegalerie Neue Meister, Dresden
- Frühlingslandschaft an der belgisch-holländischen Grenze, um 1891, Universitätsmuseum für Kunst und Kulturgeschichte, Marburg
- Trauer, Motiv aus dem flämischen Flachland, 1893, Gemäldegalerie Neue Meister, Dresden
- Flämische Bauernhäuser im Schnee, 1894, Städtisches Museum, Chemnitz
- Wäscherinnen an einem holländischen Kanal, um 1894, Gemäldegalerie Neue Meister, Dresden
- Märzschnee, um 1895, Museum der bildenden Künste, Leipzig
- Erster Schnee, um 1895, Gemäldegalerie Neue Meister, Dresden
- Dichte Baumgruppe am Ufer eines holländischen Kanals, 1896, Berlinische Galerie, Berlin
- Kanalaufsicht mit Weiden, um 1896, Gemäldegalerie Neue Meister, Dresden
- Wiesenweg, um 1899, Gemäldegalerie Neue Meister, Dresden
- Weiden am Bach, 1900, Nationalgalerie, Berlin
- Bäume am holländischen Kanal im Spätherbst, 1903, Universitätsmuseum für Kunst und Kulturgeschichte, Marburg
- Straßenbild mit Brunnen in St. Anna, um 1905, Kunsthalle zu Kiel, Kiel
- Dorfstraße in Holland, um 1905, Gemäldegalerie Neue Meister, Dresden
- Ansicht von Sluis, um 1906, Gemäldegalerie Neue Meister, Dresden
- Frühlingslandschaft, um 1906, Universitätsmuseum für Kunst und Kulturgeschichte, Marburg
- Frühlingslandschaft in Belgien, 1906, Universitätsmuseum für Kunst und Kulturgeschichte, Marburg
- Herbstsonne, 1905, Kunstmuseum Gelsenkirchen
- Am Ausgang des Dorfes, um 1906, Städtische Galerie im Lenbachhaus, München
- Toskanische Landschaft im Frühling, um 1912, Folkwang-Museum, Essen
- Toskanische Landschaft im Frühling, um 1912, Universitätsmuseum für Kunst und Kulturgeschichte, Marburg
- Anhöhe mit Gehöft in S. Gimignano, Universitätsmuseum für Kunst und Kulturgeschichte, Marburg
- Holländische Kanallandschaft, Universitätsmuseum für Kunst und Kulturgeschichte, Marburg
- Weite toskanische Landschaft, Hamburger Kunsthalle, Hamburg
- Blick auf San Gimignano, Niedersächsisches Landesmuseum, Hannover

## Schüler
- Heinrich Dersch (1889–1967)